# ハンマメット
ハンマメット(アラビア語: الحمامات, Ḥammāmāt, アラビア語発音: [ħɑmæmɛːt]; フランス語: Hammamet)は、チュニジア北部の都市。首都チュニスから南東に60km、ボン岬半島の南西部にあり、地中海・ハンマメット湾北岸に位置している。ナブール県に属する。

## 概要
チュニジアを代表するリゾート地で、街から5kmほど離れたヤスミン・ハンマメットと呼ばれるエリアには高級ホテルが立ち並び、夏になると主にヨーロッパから多くの観光客が押し寄せる。ハンマメットの名産はジャスミンである。
2世紀ごろにはハンマメットの前身であるローマ帝国の植民都市が作られ、ププットと呼ばれていた。その後、イスラムの支配下に入り、スペインに一時占領されたのちオスマン帝国領となり、チュニジアがフランス領となるとフランスの支配下に入り、1920年代からはリゾートとして開発が進んだ。

## 姉妹都市
- ヌヴェール、フランス
- アカバ、ヨルダン